# Acanalonia delicatula
Acanalonia delicatula är en insektsart som beskrevs av Fowler 1900. Acanalonia delicatula ingår i släktet Acanalonia och familjen Acanaloniidae. Inga underarter finns listade i Catalogue of Life.